# منتجات خشبية إسمنتية
المنتجات الخشبية الإسمنتية (بالإنجليزية Cement-bonded wood fiber)، وهي ألواح تشكل الألياف الخشبية فيها نحو 25-30% من وزنها، والباقي إسمنت أو جبس كمادة رابطة، ويسمى بالخشب الصوفي،
ويجب أن تكون الأخشاب المستعملة قليلة الاحتواء من الصموغ والمستخلصات الخشبية.